# Ensemble Kuranlagen Bad Brückenau

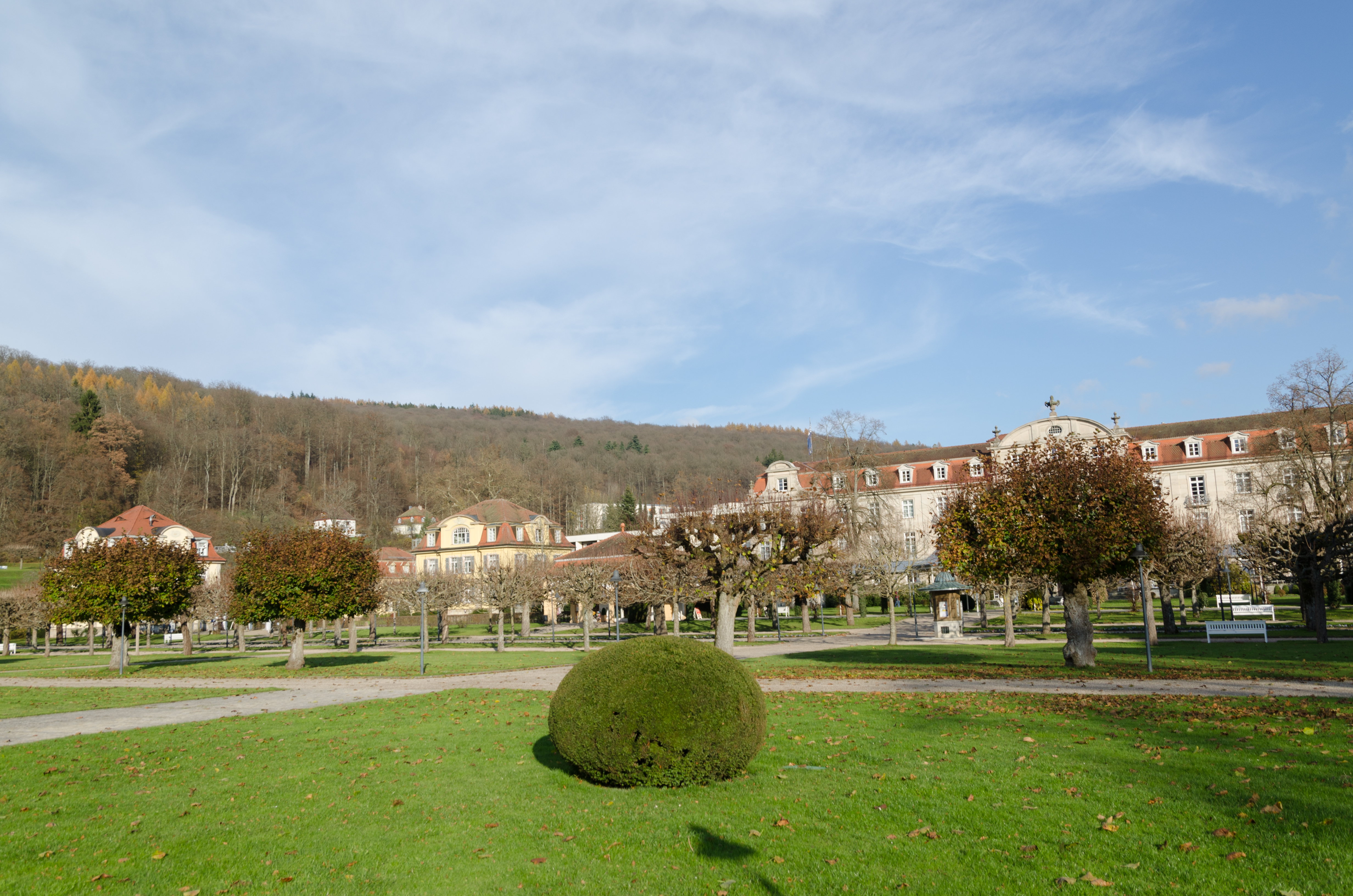
Kuranlagen in Bad Brückenau

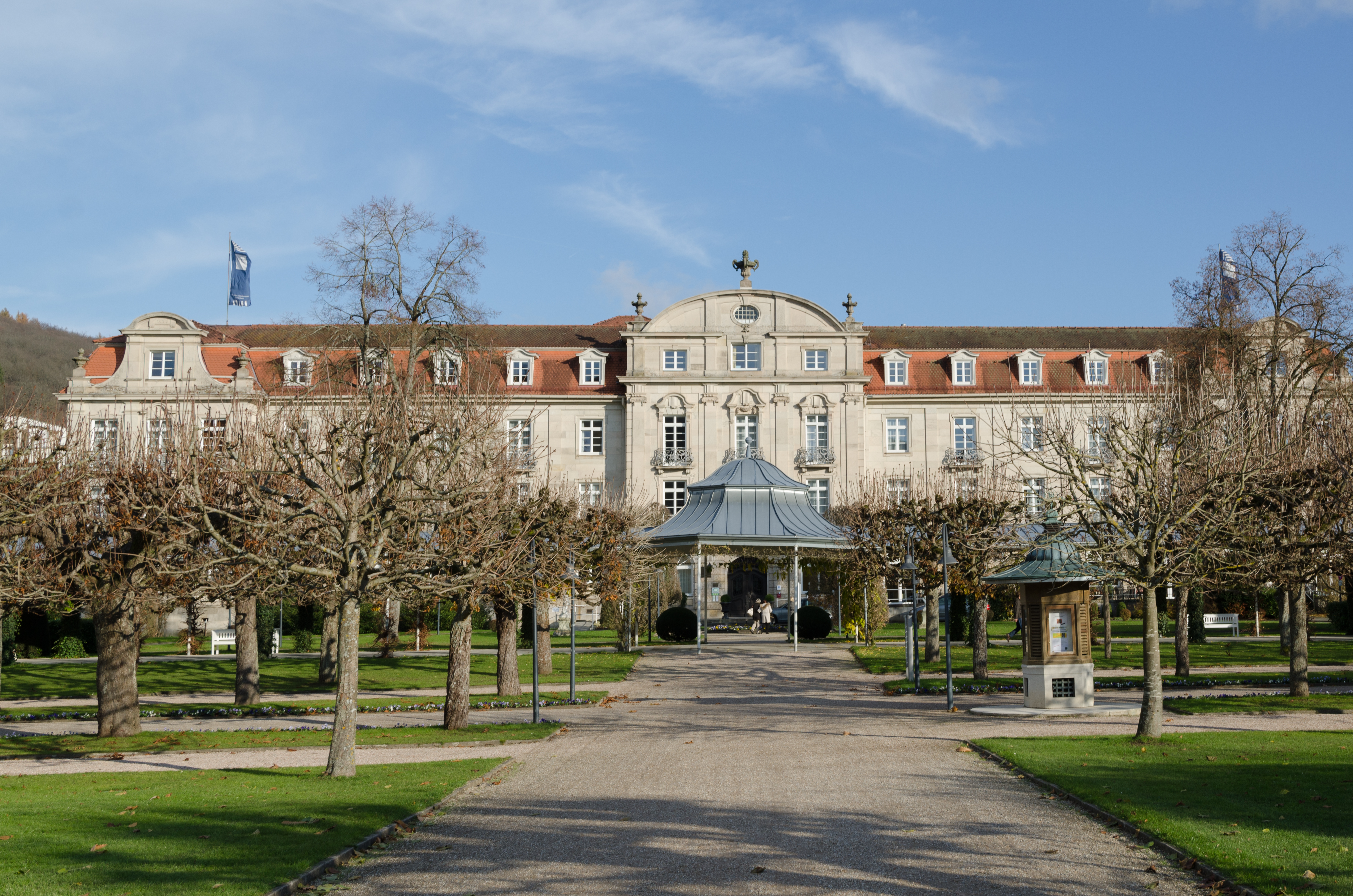
Kurhotel

Das Ensemble Kuranlagen in Bad Brückenau, einer Stadt im unterfränkischen Landkreis Bad Kissingen in Bayern, ist ein Bauensemble, das unter Denkmalschutz steht. 
Die 1747 entdeckten Heilquellen führten unter den Fürstäbten von Fulda Amand von Buseck und Heinrich von Bibra zur Anlage eines von der Stadt Brückenau unabhängigen Kurortes. 
Beiderseits einer das Sinntal durchquerenden, von Nord nach Süd gerichteten Hauptallee entstanden bis 1749 Pavillons und am nördlichen Abhang als Blickfang ein Querbau mit Nebengebäuden. Die Grundzüge dieser Anlage blieben bestimmend für den Ausbau des Bades unter Ludwig I. und bis zum Anfang des 20. Jahrhunderts. 
Von den barocken Gebäuden sind der erhöhte Querbau, der heutige Fürstenhof, und ein Pavillon, sogenanntes Haus Hirsch, erhalten. Um 1830 wurde die Westseite mit dem Bau des spätklassizistischen Kursaals und der ihn flankierenden Gebäude des Badhotels und des Elisabethenhofs vergrößert und auf eine Querachse umorientiert. Als Ergänzung darauf entstand um 1900 auf der gegenüberliegenden Seite der neubarocke Prachtbau des Kurhotels. 
Einige, nach 1900 errichtete, im Bezug auf die Hauptachse symmetrisch angeordnete, pavillonartige Villen dokumentieren den Versuch der Jugendstilzeit, sich den Grundzügen der ursprünglichen Anlage des 18. Jahrhunderts wieder zu nähern. Nach Süden mündet die Hauptallee auf den klassizistischen, als Abschluss konzipierten sogenannten Kellerbau aus den Jahren 1818/19.